# Зайчино (Рязанская область)
Зайчино — село в составе Михайловского городского поселения Михайловского района Рязанской области России.

## Общие сведения

### География
Село расположено у восточного подножия среднерусской возвышенности в 14 км к юго-западу от г. Михайлов и в 75 км от г. Рязани.
Село расположено между двух рек Суренка и Ясменка.
На юге находятся деревни Колчево и Малая Дорогинка, на западе — Ничушки, на северо-востоке — Зикеево.
Высота центра населённого пункта составляет 212 м над уровнем моря.

### Транспорт
В 10 км на северо-востоке прозодит проходит Павелецкое направление Московской железной дороги. Ближайшие станции — Бояринцево и Голдино.
В 5 км к северу проходит федеральная трасса Р132 Калуга — Тула — Михайлов — Рязань, а в 15 км к северо-востоку трасса E 119 M6 Москва — Тамбов — Волгоград — Астрахань

### Население
| 1859 | 1906 | 1929 | 2010 | 2023 |
| ---- | ---- | ---- | ---- | ---- |
| 458  | ↘409 | ↗457 | ↘0   | →0   |

### Климат
Климат умеренно континентальный, характеризующийся тёплым, но неустойчивым летом, умеренно суровой и снежной зимой. Ветровой режим формируется под влиянием циркуляционных факторов климата и физико-географических особенностей местности. Атмосферные осадки определяются главным образом циклонической деятельностью и в течение года распределяются неравномерно.
Согласно статистике ближайшего крупного населённого пункта — г. Рязани, средняя температура января −7.0 °C (днём) / −13.7 °C (ночью), июля +24.2 °C (днём) / +13.9 °C (ночью).
Осадков около 553 мм в год, максимум летом.
Вегетационный период около 180 дней.

## История
Село впервые упоминается в XVII в.
В 1850 году в селе было 7 помещиков.
До 1924 года деревня входила в состав Горностаевской волости Михайловского уезда Рязанской губернии.